# Ričul
Koordinati:   43°58′38″N, 15°23′20″E
Ričul je majhen nenaseljen otoček v Jadranskem morju. Pripada
Hrvaški.
Ričul, na katerem stoji svetilnik, leži v Pašmanskem kanalu okoli 1,5 km severozahodno od naselja Turanj. Od celinskega dela obale pri zaselku Tukljača je oddaljen okoli 0,5 km. Površina otočka meri 0,023 km². Dolžina obalnega pasu je 0,55 km.
Iz pomorske karte je razvidno, da svetilnik, ki stoji na južni strani otočka, oddaja svetlobni signal: B Bl 3s.